# Răzbunarea Dragonului Negru
Răzbunarea Dragonului Negru  (titlu original: Dungeons & Dragons: Wrath of the Dragon God) este un film fantastic american din 2005 regizat de Gerry Lively. În rolurile principale joacă actorii  Mark Dymond, Clemency Burton-Hill, Bruce Payne și Ellie Chidzey.

## Actori
- Mark Dymond ca Berek
- Clemency Burton-Hill ca  Melora
- Bruce Payne ca  Damodar
- Ellie Chidzey ca  Lux
- Steven Elder ca  Dorian
- Lucy Gaskell ca  Ormaline
- Roy Marsden ca  Oberon
- Tim Stern ca  Nim
- Liubomiras Lauciavicius ca Mage #1
- John Frank Rosenblum ca Jozan
- Vytautas Rumsas ca Valerious